# Maggie Grace
Margaret Grace Denig, mer känd som Maggie Grace, född 21 september 1983 i Worthington i Ohio, är en amerikansk skådespelare.
Grace startade sin professionella skådespelarkarriär 2001 i filmen Rachel's Room. Hon gjorde sin TV-debut i filmen Murder in Greenwich 2002. Därefter hade hon huvudrollen i ytterligare en TV-film, 12 Mile Road, och har gästat TV-serier som Law & Order: Special Victims Unit och CSI: Miami innan hon fick rollen som den bortskämda Shannon i TV-serien Lost. 
Hon spelar även Rollen som Kim Mills i Taken, Taken 2 och Taken 3. 
Grace spelar Irina Denali i The Twilight Saga: Breaking Dawn - Part 1 och The Twilight Saga: Breaking Dawn - Part 2.
Maggie Grace är bosatt i Los Angeles.

## Filmografi (urval)

### Film
- Rachel's Room
- Shop Club
- Creature Unknown
- The Fog
- Suburban Girl
- Jane Austen Book Club
- Taken
- Malice in Wonderland
- Flying Lessons
- Knight and Day
- The Experiment
- Faster
- The Twilight Saga: Breaking Dawn – Part 1
- Lockout
- The Twilight Saga: Breaking Dawn – Part 2
- Taken 2
- Annie Parker
- We'll Never Have Paris
- About Alex
- Taken 3
- Unity (dokumentär; berättare)
- The Choice
- The Scent of Rain & Lightning (även producent)
- Aftermath
- Love, Weddings & Other Disasters
- Blackwater Lane

## TV
- Septuplets
- Murder in Greenwich
- Twelve Mile Road
- CSI: Miami
- The Lyon's Den
- Miracles
- Cold Case
- Oliver Beene
- Like Family
- Law & Order: Special Victims Unit
- Lost
- Californication
- The Following
- Susanna
- When Calls the Heart
- Masters of Sex
- 2025 – Suits LA (TV-serie)